# Callionima denticulata
Callionima denticulata là một loài bướm đêm thuộc họ Sphingidae, được tìm thấy ở Panama, México, Costa Rica, Nicaragua, Bolivia, Peru và miền tây Venezuela. It was originally described by Schaus as Calliomma denticulata, năm 1895.
Sải cánh dài 59–72 mm. Con trưởng thành bay quanh năm in Costa Rica. Nó rất giống với Callionima pan pan.
Ấu trùng ăn Tabernaemontana alba và có lẽ loài Apocynaceae khác.